# Quiero
Quiero is een nummer van de Spaanse zanger Julio Iglesias. Het nummer verscheen op zijn album El amor uit 1975. In december van dat jaar werd het uitgebracht als de derde single van het album.

## Achtergrond
"Quiero" is geschreven door Iglesias, Cecilia en Rafael Ferro en geproduceerd door Iglesias. De titel is naar het Nederlands te vertalen als "ik wil". Het is afgeleid van het traditionele liedje "Romance de amor", waarvan niet bekend is wie het heeft geschreven. Mogelijk ontstond de melodie in de negentiende eeuw, maar waarschijnlijk is deze nog veel ouder. In 1952 speelde de Spaanse gitarist Narcisco Yepes dit nummer in voor de Franse film Jeux interdits onder de titel "Romance anonyme", wat zoveel betekent als "anonieme romantiek". Hij claimde dat hij het zelf op zevenjarige leeftijd had geschreven, maar hij arrangeerde enkel een bestaand werk dat in 1930 al uitkwam.
"Quiero" werd voor Iglesias een hit in Nederland en België. 
In Nederland werd de plaat een hit in de destijds twee landelijke hitlijsten op de nationale publieke popzender Hilversum 3 en bereikte de 9e positie in de Nederlandse Top 40, destijds uitgezonden door de TROS (De nationale donderdagmiddag gebeurtenis) met dj Ferry Maat op de befaamde TROS donderdag. In de Nationale Hitparade werd de 8e positie behaald.
In België bereikte de plaat de 6e positie in zowel de voorloper van de Vlaamse Ultratop 50 als de Vlaamse Radio 2 Top 30 en de 14e positie in de voorloper van de Waalse Ultratop 50.
In Nederland werd voor het op Tweede Kerstdag 1975 op Nederland 2 (19:05-19:50 uur) uitgezonden "Toppop Jaaroverzicht 1975" van het populaire popprogramma op televisie AVRO's Toppop, begin december 1975 een videoclip gemaakt die in de Gemeentegrot in het Zuid-Limburgse Valkenburg aan de Geul werd opgenomen, waarin de Nederlandse danseres Penney de Jager samen met Iglesias danst.
Sinds de editie van december 2020 staat de plaat genoteerd in de jaarlijkse NPO Radio 2 Top 2000 van de Nederlandse publieke radiozender NPO Radio 2, met als hoogste notering tot nu toe een 1484e positie in 2023.

## Covers
De melodie van "Quiero" is door vele andere artiesten onder vele verschillende titels uitgebracht. Het nummer is vertaald in het:
- Fins door Sauvo Puhtila (als "Kielletyt leikit", 1966)
- Zweeds door Bo Setterlind (als "Du är den ende", 1966)
- Frans door Nana Mouskouri (als "Le souvenir", 1969)
- Engels door Marcel Stellman (als "Forbidden Games", 1970)
- Frans door Françoise Hardy (als "San Salvador", 1970)
- Italiaans door Al Bano en Romina Power (als "Storia di due innamorati", 1970)
- Nederlands door Ria Valk (als "Waar zijn de zomers", 1972)
- Frans door Mireille Mathieu (als "Amour défendu", 1977)
- Frans door Dalida (als "Ton prénom dans mon cœur", 1983)
- Tsjechisch door Marcela Králová (als "Láska k nám přilétá", 1983)
- Nederlands door Jo Vally (als "Kind van de zon", 1992)
- Fins door Arja Havakka (als "Salainen rakkaus", 1996)
- Nederlands door Frank Galan (als "Leef", 2012)
- Perzisch door Urban Turban & Shamim (als "Tou tänha käsi hasti (Du är den ende)", 2017)

## Hitnoteringen

### Nederlandse Top 40
| Hitnotering: 21-02-1976 t/m 10-04-1976 | Hitnotering: 21-02-1976 t/m 10-04-1976 | Hitnotering: 21-02-1976 t/m 10-04-1976 | Hitnotering: 21-02-1976 t/m 10-04-1976 | Hitnotering: 21-02-1976 t/m 10-04-1976 | Hitnotering: 21-02-1976 t/m 10-04-1976 | Hitnotering: 21-02-1976 t/m 10-04-1976 | Hitnotering: 21-02-1976 t/m 10-04-1976 | Hitnotering: 21-02-1976 t/m 10-04-1976 | Hitnotering: 21-02-1976 t/m 10-04-1976 |
| Week                                   | 1                                      | 2                                      | 3                                      | 4                                      | 5                                      | 6                                      | 7                                      | 8                                      |                                        |
| -------------------------------------- | -------------------------------------- | -------------------------------------- | -------------------------------------- | -------------------------------------- | -------------------------------------- | -------------------------------------- | -------------------------------------- | -------------------------------------- | -------------------------------------- |
| Positie                                | 23                                     | 14                                     | 10                                     | 9                                      | 9                                      | 18                                     | 28                                     | 34                                     | uit                                    |

### Nationale Hitparade
| Hitnotering: 21-02-1976 t/m 27-03-1976 | Hitnotering: 21-02-1976 t/m 27-03-1976 | Hitnotering: 21-02-1976 t/m 27-03-1976 | Hitnotering: 21-02-1976 t/m 27-03-1976 | Hitnotering: 21-02-1976 t/m 27-03-1976 | Hitnotering: 21-02-1976 t/m 27-03-1976 | Hitnotering: 21-02-1976 t/m 27-03-1976 | Hitnotering: 21-02-1976 t/m 27-03-1976 |
| Week                                   | 1                                      | 2                                      | 3                                      | 4                                      | 5                                      | 6                                      |                                        |
| -------------------------------------- | -------------------------------------- | -------------------------------------- | -------------------------------------- | -------------------------------------- | -------------------------------------- | -------------------------------------- | -------------------------------------- |
| Positie                                | 19                                     | 16                                     | 10                                     | 8                                      | 11                                     | 23                                     | uit                                    |

### NPO Radio 2 Top 2000
| Nummer met noteringen in de NPO Radio 2 Top 2000 | '20  | '21  | '22  | '23  | '24  |
| ------------------------------------------------ | ---- | ---- | ---- | ---- | ---- |
| Quiero                                           | 1730 | 1563 | 1511 | 1484 | 1615 |

1. ↑  Een vetgedrukt getal geeft de hoogste notering aan.
2. ↑  2020 was het eerste jaar met een notering voor dit nummer.